# Hřbitov v Pouchově
Hřbitov v Pouchově je hřbitov v místní části Hradce Králové – Pouchově.

## Vznik
V roce 1776 bylo zakázáno pohřbívat na hřbitově u kostela sv. Pavla na Slezském Předměstí. Jako nové místo pohřbívání byl vybrán Pouchov. V roce 1778 byl původní kostel zbořen a z jeho cihel pak byla postavena ohradní zeď tehdy nového pouchovského hřbitova. Ten se stal hlavním hřbitovem pro Hradec Králové.
O další dva roky později (1780) začal na hřbitově vznikat také nový kostel – a stejného zasvěcení jako na původním místě na Slezském Předměstí – kostel sv. Pavla. Kvůli nedostatku financí, ale nejdřív vzniklo jen kněžiště se sanktusníkem na střeše. Kostel byl spolu se hřbitovem posvěcen dne 29. června 1780. Kostel byl dostavěn roku 1791.

## Popis hřbitova
Hřbitov je rozdělen zdí na dvě přibližně stejně velké části.
Původní hřbitov byl dvakrát v letech 1887 a 1894 rozšířen. Někdejší hlavní vstupní hřbitovní brána pochází z roku 1877. V centru nejstarší části hřbitova dal královéhradecký kanovník v roce 1830 vztyčit železný kříž.
Další kříž se nachází před vchodem na hřbitov a obsahuje nápis "Pokoj a blaho dej zemi naší."
Před původním bočním, později hlavním vchodem na hřbitov se nachází socha sv. Jana Nepomuckého V roce 1902 zřídil místní okrašlovací spolek před hřbitovem malý park. V něm byly postupně odhaleny dva pomníky. Vpravo od brány je to pomník obětem první světové války (odhalen 17. června 1923), vlevo pomník Mistra Jana Husa.

### Náhrobek rodiny Škodovy
Náhrobek rodiny Škodovy je umístěn v novější části hřbitova, a to na hrobových místech 45 a 46 v 17. řadě. Pískovcový náhrobek nad dvojhrobem byl zřízen roku 1922. Stélový náhrobek je osazen reliéfem ve stylu doznívající secese a zobrazuje polopostavu ležící dívky vzhlížející k polopostavě muže s krátkým plnovousem od významného sochaře Františka Bílka. Zde pohřbená Ema Škodová (1898–1921) byla dcerou sochaře a kameníka Václava Škody, v jehož dílně Bílek pracoval.
Náhrobek je od roku 2006 chráněn jako kulturní památka.

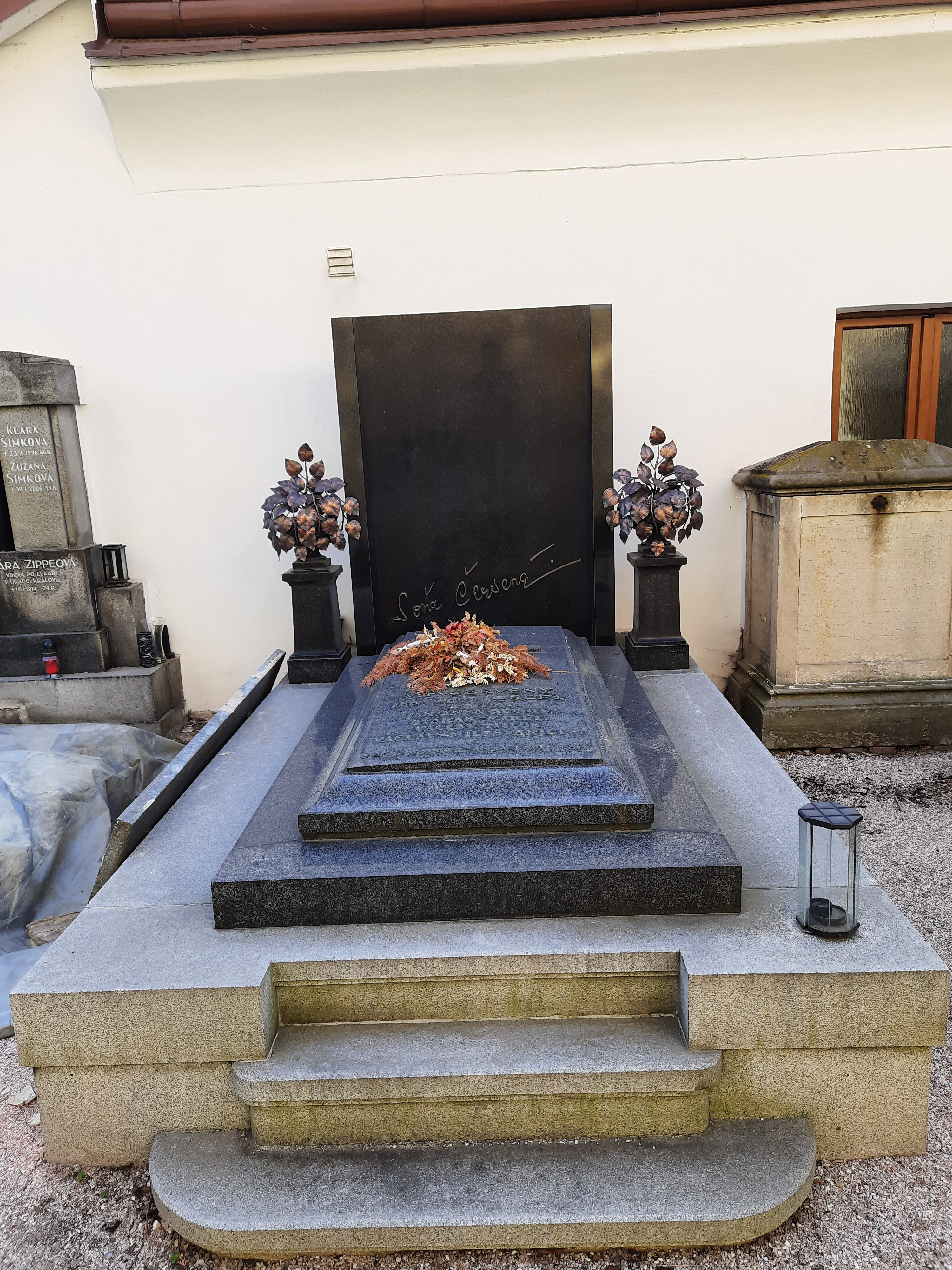
Hrobka V. F. Červeného a jeho rodiny, včetně S. Červené na hřbitově v Pouchově

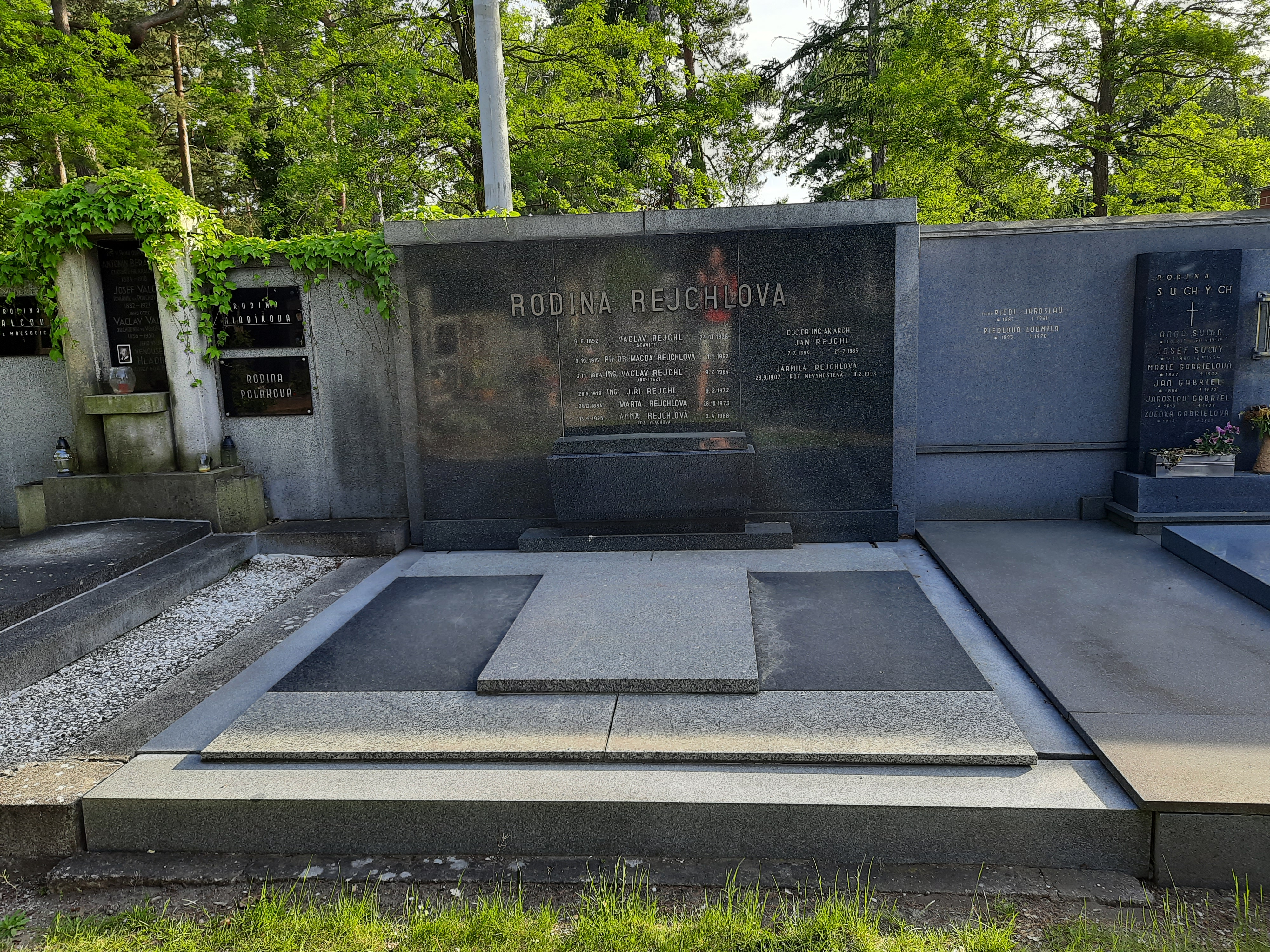
Hrob rodiny Rejchlovy

## Pohřbené osobnosti
Přehled významných osobností pohřbených na hřbitově obsahuje článek ve Zpravodaj Městského národního výboru v Hradci Králové z roku 1971. Tento seznam byl aktualizován.
- Josef Bek, (1918–1995) herec[4]
- Ferdinand Beneš (1860–1901), pedagog, publicista, profesor teologie, rada církevního soudu, prosynodální biskupský notář, člen městského zastupitelstva
- Jan Černý (1874–1959), poslanec
- Soňa Červená (1925–2023), operní pěvkyně
- Václav František Červený (1819–1896), podnikatel a vynálezce
- Ludvík Domečka (1861–1937), spisovatel, historik, archivář, ředitel muzea
- Aleš Doubrava (1935–1993), regionální historik[4]
- Josef Doubrava (1852–1921), katolický kněz, královéhradecký biskup
- František Xaver Gruss (1820–1867), kanovník při katedrále sv. Ducha
- Rudolf Hacker (1859–1920), lesník
- Ladislav Haněl (1850–1925), umělecký zámečník, pedagog, ředitel školy
- Václav Hegr (1952–2020), katolický duchovní a církevní právník
- Josef Socha (1943–2024), katolický duchovní, emeritní generální vikář
- Josef Heřman (1900–1956), malíř[2]
- Bedřich Honzák (1870–1933), chirurg, ředitel nemocnice[2]
- Jiljí Hůlek (1894–1975), dlouholetý ředitel Ústavu hluchoněmých v Hradci Králové
- Georg von Isakovics (1793–1870), rytmistr husarského pluku
- Alois Kemlink (1779–1859), císařský purkmistr
- Jan Ludvík Klemens (1822–1866), malíř
- Josef Antonín Komárek (1832–1911), bankéř a podnikatel
- František Kryštof (1891–1960), generál, básník, prozaik
- Josef Leiner (1871–1925), generál
- Alois Macák (1857–1921), hudební skladatel, vojenský dvorní kapelník[5]
- Adolf Mikeš (1864–1929), klavírní mistr a pedagog
- Duchoslav Panýrek (1867–1940), lékař a spisovatel
- Jan Evangelista Pažout (1795/96–1862), městský děkan a kanovník
- Karel Picka (1880–1953), spisovatel[2]
- František Plesnivý (1845–1918), architekt
- Eduard Prašinger (1826–1895), kapitulní děkan, generální vikář místního biskupství, zakladatel Opatrovny v Novém Hradci Králové
- Jan Nepomuk Rais (1803–1883), kapitulní děkan, generální vikář místního biskupství[6]
- Jan Rejchl (1899–1985), architekt, malíř a grafik
- Václav Rejchl ml. (1884–1964), architekt
- Václav Rejchl st. (1853–1928), stavitel a architekt
- František Reyl (1865–1935), kněz, sociolog, politik, senátor
- Adolf Russ (1820–1911), malíř a fotograf
- Julius Russ (1852–1917), fotograf[2]
- Kristian Stefan (1819–1892), pedagog, spisovatel a politik
- Otokar Šimek (1878–1950), spisovatel, literární historik, překladatel, pedagog[2]
- Josef Antonín Šrůtek (1822–1901), kněz a překladatel
- František Turinský (1797–1852), básník, spisovatel, úředník a soudce
- Oldřich Vokřál, významný královéhradecký fotograf[2]
- Tomáš Vorbes (1815–1888), pedagog
- Jan Nepomuk Wünsch, (1855–1950) hudební skladatel, sbormistr a varhaník
- Jan Ziegler (1858–1902), filolog a pedagog

Na hřbitově byl pohřben také hradecký historik František de Paula Švenda. Jeho hrob však není znám. Nachází se tu také hrobka školských sester Notre Dame z roku 1907 či kapitulní hrobka z roku 1910.